# БИЧ-3
БИЧ-3 е експериментален самолет, конструиран от Борис Черановский, построен по схемата „летящо крило“.

## Конструкция
Самолетът БИЧ-3 е построен през 1926 г., на база на планера БИЧ-2. Изработен е от дърво и е имал текстилна ленена обшивка. Предният ръб крилото е параболична, а задният – праволинеен. По дължината на задния ръб на крилото са били разположени рулят за височина и елероните. Кабината на пилота плавно е преливала към вертикалното оперение. На самолета е бил монтиран двигател с мощност 18 к. с.
Изпитанията, проведени от Борис Кудрин, показали ниска стабилност, но добро управлвние на апарата.

## Летателно-технически характеристики
- Размах на крилете:: 9,50 m
- Дължина на самолета: 3,50 m
- Площ на крилете: 20,00 m²
- Тегло:
  - празен: 140 kg
  - максимално тегло при излитане: 230 kg
- Двигател:1x бутален Blackburn Tomtit
- Мощност: 18 к. с.
- Скорост:
  - максимална: 100 км/ч:
  - при кацане: 40 км/ч:
- Екипаж: 1